# Richard Falck
Pour les articles homonymes, voir Falck (homonymie).
Richard Falck est un mycologue allemand, né le 7 mai 1873 à Landeck en province de Prusse et mort le 1er janvier 1955 à Atlanta.

## Biographie
Il devient assistant de l’Institut de physiologie végétale de Breslau sous la direction de Julius Oscar Brefeld (1839-1925) en 1900. Il succède à Brefeld en 1905. Il enseigne la mycologie à l’Académie forestière de Hanovre à partir de 1910. Cette même année, il se marie avec Olga Schenkalowski.
Il quitte l’Allemagne en 1933 et travaille successivement en Palestine, au Turkménistan et en Russie. Il s’installe à Tibérias en Galilée en 1946, puis à Atlanta en 1950.
Il fait paraître Hausschwammforschungen (1907-1937). Il travaille, avec sa femme, sur l’écologie et la physiologie des champignons. Il découvre notamment les relations antagonistes de certains champignons sur d’autres préfigurant les découvertes sur les antibiotiques. Son œuvre sur les applications de la mycologie, notamment dans la protection du bois contre les attaques des champignons, fait figure de pionnière.